# Latarnia morska Sääretuka
Latarnia morska Sääretüki (est. Sääretüki tuletorn) – latarnia morska na półwyspie Sandla (est. Sandla poolsaar) położonym na południowym wybrzeżu wyspy Sarema, w odległości około 5 km od miejscowości Sandla. Na liście świateł nawigacyjnych Estonii – rejestrze Urzędu Transportu Morskiego (Veeteede Amet) w Tallinnie – ma numer 977.
Obecna latarnia morska Sääretüki została zbudowana w 1954 roku. Jest to żelbetonowa wieża o wysokości 15 m i świetle na wysokości 19 metrów nad poziomem morza. Pierwotnie zasięg światła wynosił 9 Mm. W 1966 roku został zmniejszony do 8 Mm. W 1980 roku dokonano wymiany źródła zasilania latarni na radioizotopowy generator termoelektryczny, który był używany do 1994 roku. Po jego demontażu został zamontowany automatyczny system zasilania oparty na połączeniu baterii solarnych oraz minielektrowni wiatrowej.